# Nikhil Advani
Nikhil Advani (Sindhi: निखिल आडवाणी, نکھل آڏواڻي, ur. 28 kwietnia 1971 w Mumbaju, Maharasztra) - to indyjski reżyser tworzący filmy bollywoodzkie. 1 nagroda, 4 nominacje (za Gdyby jutra nie było).

## Filmografia

### Reżyser
- Ab Dilli Door Nahin (2009) – animowany
- Chandni Chowk To China (2008)- z Akshay Kumarem
- Salaam-e-Ishq: A Tribute To Love (2007)
- Kal Ho Naa Ho (2003)

### Asystent reżysera
- Kabhi Khushi Kabhie Gham (2001)
- Kuch Kuch Hota Hai (1998)

### Scenarzysta
- Salaam-e-Ishq: A Tribute To Love (2007)